# USS Louisiana (BB-19)
USS Louisiana (BB-19) byl predreadnought námořnictva Spojených států amerických, který sloužil do roku 1920. Jedná se o druhou jednotku třídy Connecticut.

## Stavba
Kýl lodi byl založen 7. února 1903 v loděnici Newport News Shipbuilding v americkém státě Virginie. Loď byla na vodu spuštěna 27. srpna 1904 a dne 2. června 1906 byla Louisiana uvedena do služby. 

## Technické specifikace
Louisiana měří na délku 193,09 m a na šířku měří 23,42 m. Ponor je hluboký 7,47 m a loď dokáže maximálně vytlačit skoro až 18 000 t vody. Predreadnought je poháněn 12 uhelnými kotly Babcock & Wilcox, které dokážou vyvinout sílu 16 500 koní. 

## Výzbroj
Hlavní výzbroj tvoří 2 dvojhlavňové dělové věže s děly ráže 305 mm. Sekundární výzbroj lodě tvořila 4 dvojitá děla (ráže 203 mm). Dále zde bylo 12 kanónů ráže 178 mm, 20 kanónů ráže 76 mm, 12 kanónů QF 3-pounder ráže 47 mm, 4 auto-kanóny QF 1-pounder ráže 37 mm a 4 torpédomety s torpédy o průměru 533 mm.